# Nội các Malaysia
Nội các Malaysia (tiếng Mã Lai: Kabinet Malaysia) là cơ quan hành pháp của Malaysia. Dưới sự lãnh đạo của một thủ tướng, hội đồng bộ trưởng này chịu trách nhiệm tập thể trước Nghị viện. Chiếu theo Điều 43 Hiến pháp Malaysia, thành viên Nội các chỉ có thể được lựa chọn từ thành viên của lưỡng viện. Yang di-Pertuan Agong là người chính thức bổ nhiệm bộ trưởng theo lời đề nghị của thủ tướng, dù rằng lời đề nghị này mang tính bắt buộc tuân theo. Cũng theo Điều 43, thành viên của Nội các - bao gồm tất cả các bộ trưởng và thứ trưởng - không được kiêm nhiệm vị trí ở cơ quan lập pháp; họ cần phải từ chức khỏi Nghị viện trước khi đảm nhiệm chức vụ trong Nội các. Ngoại trừ thủ tướng, các bộ trưởng giữ chức vô thời hạn tùy vào Yang di-Pertuan Agong, trừ trường hợp thành viên nào đó bị Yang di-Pertuan Agong cắt chức theo đề nghị của thủ tướng. Riêng thủ tướng có thể tự từ chức.

## Bổ nhiệm Nội các
Theo quy ước, thành viên Nội các thông thường được bổ nhiệm từ Hạ viện, tức Dewan Rakyat. Các thứ trưởng và/hoặc thư ký nghị viện không bao hàm trong Nội các dù họ có thể được bổ nhiệm để giúp việc cho bộ trưởng. Trước đây Nội các tiến hành họp vào mỗi thứ Tư hàng tuần. Sau khi Malaysia bãi bỏ chức vụ thư ký nghị viện và bắt đầu phát sóng trực tiếp một phần các phiên họp của Nghị viện từ năm 2008, Nội các nước này chuyển sang họp vào các ngày thứ Sáu bất cứ khi nào Nghị viện nhóm họp, nhờ đó cho phép các bộ trưởng có thể đích thân trả lời câu hỏi trong phiên Chất vấn tại Nghị viện.

## Thành phần Nội các
Thành phần Nội các chủ yếu dựa vào nguyện vọng của thủ tướng tại thời điểm đó. Tuy nhiên, do tính chất quan trọng của chức vụ bộ trưởng Bộ Tài chính nên có luật riêng quy định vấn đề này là Đạo luật 375 năm 1957. Theo quy ước, còn có chức vụ phó thủ tướng nhưng về mặt lý thuyết thì thủ tướng có thể thành lập Nội các mà không có phó thủ tướng.
Ứng với từng bộ trưởng có các thứ trưởng và thư ký Nghị viện dù những người này không phải là thành viên Nội các. Các chức vụ này được quy định lần lượt trong bản sửa đổi hiến pháp năm 1960 và 1963. Tuy nhiên, sau cuộc tổng tuyển cử Malaysia năm 2008 thì nước này không bổ nhiệm vị trí thư ký Nghị viện nào. Các thứ trưởng và thư ký Nghị viện đều được lựa chọn từ thành viên Nghị viện. Ngoài ra, còn có một chức vụ khác gọi là thư ký chính trị, và người này không cần phải xuất thân từ nghị sĩ. Trước khi nhậm chức, tất cả các thành viên Nội các, thứ trưởng, thư ký Nghị viện và thư ký chính trị đều phải tuyên thệ giữ bí mật nội dung phiên họp Nội các. (xem thêm Đạo luật Giữ bí mật Chính thức (Malaysia)).

## Nội các hiện thời
Liên minh Barisan Nasional giành thắng lợi trong cuộc tổng tuyển cử bầu Nghị viên khóa 12 năm 2008. Sau khi Abdullah bin Ahmad Badawi từ chức thủ tướng, lãnh đạo của liên minh mới là Mohd Najib bin Abdul Razak đã thông báo thành lập Nội các mới vào ngày 9 tháng 4 năm 2009 và tuyên thệ vào ngày 10 tháng 4 cùng năm. Najib cải tổ Nội các vào ngày 1 tháng 6 năm 2010, theo đó ông hoán chuyển vị trí hai vị bộ trưởng. 
| Chức vụ | Người đảm trách | Đảng                     |
| --- | --- | ------------------------ |
| Thủ tướng Malaysia Phó thủ tướng Malaysia Thư ký Nội các | Mohd Najib bin Abdul Razak Muhyiddin Yassin Mohd Sidek Hassan                                                                                             | UMNO Độc lập             |
| Các bộ trưởng thuộc Bộ Thủ tướng Đoàn kết Quốc gia và Quản lý Thực thi Luật và Nghị viện Đơn vị Hoạch định Kinh tế (EPU) Các vấn đề Hồi giáo Tổng Giám đốc Điều hành Pemandu Cục Hiện đại hoá và Quản lý, Than phiền của Công chúng | Koh Tsu Koon (Thượng nghị sĩ) Nazri Aziz Nor Mohamed Yakcop Jamil Khir Baharom (Thượng nghị sĩ) Idris Jala (Thượng nghị sĩ) G. Palanivel (Thượng nghị sĩ) | GERAKAN UMNO Độc lập MIC |
| Bộ trưởng Bộ Tài chính Bộ trưởng Bộ Tài chính II | Najib Tun Razak Ahmad Husni Hanadzlah | UMNO UMNO                |
| Bộ trưởng Giáo dục | Muhyiddin Yassin | UMNO                     |
| Bộ trưởng Bộ Giao thông | Kong Cho Ha | MCA                      |
| Bộ trưởng Bộ Đồn điền và Hàng hóa | Bernard Dompok | UPKO                     |
| Bộ trưởng Bộ Nội vụ | Hishammuddin Tun Hussein | UMNO                     |
| Bộ trưởng Bộ Thông tin, Truyền thông và Văn hóa | Rais Yatim | UMNO                     |
| Bộ trưởng Bộ Năng lượng, Công nghệ xanh và Nước | Peter Chin Fah Kui | SUPP                     |
| Bộ trưởng Bộ Phát triển Nông thôn và Địa phương | Mohd Shafie Apdal | UMNO                     |
| Bộ trưởng Bộ Giáo dục Đại học | Mohamed Khaled Nordin | UMNO                     |
| Bộ trưởng Bộ Công nghiệp và Thương mại Quốc tế | Mustapa Mohamed | UMNO                     |
| Bộ trưởng Bộ Khoa học, Công nghệ và Đổi mới | Maximus Ongkili | PBS                      |
| Bộ trưởng Bộ Tài nguyên thiên nhiên và Môi trường | Douglas Uggah Embas | PBB                      |
| Bộ trưởng Du lịch | Ng Yen Yen | MCA                      |
| Bộ trưởng Bộ Nông nghiệp và Ngành dựa trên nông nghiệp | Noh Omar | UMNO                     |
| Bộ trưởng Bộ Quốc phòng | Ahmad Zahid Hamidi | UMNO                     |
| Bộ trưởng Bộ Lao động | Shaziman Abu Mansor | UMNO                     |
| Bộ trưởng Bộ Y tế | Liow Tiong Lai | MCA                      |
| Bộ trưởng Bộ Thanh niên và Thể thao | Ahmad Shabery Cheek | UMNO                     |
| Bộ trưởng Bộ Nguồn nhân lực | Subramaniam Sathasivam | MIC                      |
| Bộ trưởng Bộ Nội thương, Hợp tác xã và Quyền lợi Người tiêu dùng | Ismail Sabri Yaakob | UMNO                     |
| Bộ trưởng Bộ Nhà ở và Chính quyền Địa phương | Chor Chee Heung | MCA                      |
| Bộ trưởng Bộ Phụ nữ, Gia đình và Phát triển Cộng đồng | Shahrizat Abdul Jalil (thượng nghị sĩ) Mohd Najib bin Abdul Razak                                                                                         | UMNO                     |
| Bộ trưởng Bộ Ngoại giao | Anifah Aman | UMNO                     |
| Bộ trưởng Bộ Lãnh thổ trực thuộc liên bang và An sinh Đô thị | Raja Nong Chik Zainal Abidin (thượng nghị sĩ) | UMNO                     |